# Köttröd vårtkaktus
Köttröd vårtkaktus (Mammillaria carnea) är en suckulent växt inom vårtkaktussläktet och familjen kaktusar. Arten beskrevs av Louis Pfeiffer, som utgick från en monografi publicerad av Joseph Zuccarini. Pfeiffer publicerade sin beskrivning 1837.